# Madonna di San Bernardino
La Madonna di San Bernardino è un dipinto a tempera e oro su tavola (142x100 cm) di Dietisalvi di Speme, databile al 1262 e conservato nella Pinacoteca nazionale di Siena.

## Storia
L'opera deve il suo nome alla chiesa di San Bernardino a Siena da cui proviene, che però nel Duecento si chiamava Santa Maria degli Angeli. 
Si tratta di un'opera rimpicciolita per entrare in una cornice di un altare ben più tardo, quando il suo aspetto era ormai fuori moda. Doveva essere una pala di grandi dimensioni, come la Madonna di San Domenico, dotata anche di un'iscrizione sul fondo, che venne vista e trascritta nel Seicento: "ISTA TABULA EST FRATERNITAS BEATAE MARIAE SEMPER VIRGINIS QUAM FECIT FIERI A.D. MCCLXII". La data del 1262 è generalmente presa per buona, soprattutto da quando Luciano Bellosi l'ha attribuita a Dietisalvi di Speme, artista capofila, secondo la sua ricostruzione, tra i senesi del Duecento.

## Descrizione e stile
Si tratta di una Madonna in Maestà (in trono), del tipo Hodigitria, cioè simboleggiante la Chiesa che indica la via della salvezza, cioè Gesù. Del trono resta solo la grande spalliera arcutata, foderata da un ricco drappo rosso orlato d'oro, mentre in alto, ai lati dell'aureola di Maria, si intravedono due angeli a mezza figura entro medaglioni, quasi del tutto abrasi. 
Si tratta di un'opera intermedia tra la Madonna del Bordone di Coppo di Marcovaldo (1261) e la Maestà di San Domenico di Guido da Siena (1270 circa). Come la prima il Bambino è ancora abbigliato da piccolo filosofo benediscente, col rotolo alla greca stretto in mano. A tale modello si ricollega anche il gusto per i colori smaglianti, scelti in tinte intense, e la decorazione vistosa e sovrabbondante, qui percepibile negli inserti in cristallo di rocca e smalti nelle aureole, nel diadema di Maria e nel bordo del trono. 
Il rosso acceso della veste risalta sul blu cupo del mantello e nel candore del velo e del drappo con cui Gesù è tenuto. Il tutto è reso vibrante dalle striature dorate. 
I piccoli e fitti ricci del bambino rimandano all'esempio di Coppo, così come la tendenza nei volti a semplificare i volumi in figure geometriche percorse da pennellate di luci e ombre accostate ma non sfumate.